# کمال‌الملک (نقاشی)
پرتره نیم رخ کمال‌الملک نقاشی رنگ روغن اثر کمال‌الملک است. این نقاشی بر روی کرباس و در سال ۱۳۰۴ خورشیدی کشیده شده است.